# Gisou van der Goot
Gisou van der Goot (née Françoise Gisou van der Goot en 1964 à Téhéran, Iran) est une microbiologiste suisse et néerlandaise. Elle est actuellement professeure et vice-présidente pour la transformation responsable de l'École polytechnique fédérale de Lausanne (EPFL).

## Carrière
Gisou van der Goot a étudié l'ingénierie à l'École centrale de Paris (promo 1987). Elle a poursuivi un doctorat en biophysique moléculaire au Centre de recherche nucléaire de Saclay, alors affilié à l'université Pierre-et-Marie-Curie, puis un post-doctorat au Laboratoire européen de biologie moléculaire (EMBL) à Heidelberg. En 1994, elle dirige son propre groupe de recherche au département de biochimie de l'Université de Genève et y est ensuite nommée professeure associée au département de microbiologie et de médecine moléculaire en 2001. Depuis 2006, elle est professeure ordinaire de microbiologie moléculaire et cellulaire à la Faculté des Sciences de la Vie de l'École polytechnique fédérale de Lausanne (EPFL),, où elle occupait également le poste de doyenne de la faculté jusqu'en 2020. En septembre 2020, elle est nommée vice-présidente pour la transformation responsable de l'EPFL.

## Recherche
Gisou van der Goot dirige le laboratoire de biologie cellulaire et membranaire à la Faculté des Sciences de la vie de l'École polytechnique fédérale de Lausanne (EPFL). Son laboratoire étudie divers aspects de la dynamique des membranes cellulaires et intracellulaires. Il vise notamment à mieux comprendre la manière dont la palmitoylation des protéines régule la fonction du réticulum endoplasmique et le trafic des protéines , les mécanismes qui permettent à des protéines bactériennes, telles que la toxine du charbon, de pénétrer dans les cellules cibles , ainsi que les mécanismes moléculaires conduisant à la fibromatose hyaline juvénile, une maladie génétique particulièrement rare. Dans le contexte de la pandémie de COVID-19, Gisou van der Goot déclare avoir dédié une partie de son laboratoire à l'étude du SRAS-CoV-2.

## Distinctions
Gisou van der Goot obtient le prix EMBO Young Investigator en 2001 et le prix Howard Hughes International Scholar en 2005. En 2009, elle reçoit le prix de recherche de la Fondation Leenaards et le prix Marcel Benoist. Ces deux derniers prix lui ont été décernés pour ses contributions à la compréhension de la biochimie de la toxine bactérienne responsable de la maladie du charbon au niveau de la membrane cellulaire hôte.
Elle a été membre de divers conseils scientifiques tels que du Fonds national suisse de la science, du Conseil Suisse de la Science et du Conseil européen de la recherche (ERC).

## Vie privée
Gisou van der Goot est mariée au biologiste suisse Jean Gruenberg et a deux enfants. [réf. nécessaire]